# Thomas Tench
Thomas Tench (* um 1650 in England; † Anfang April 1708 im Anne Arundel County, Maryland) war ein englischer Kolonialgouverneur der Province of Maryland.

## Lebenslauf
Thomas Tench wurde um 1650 in England geboren. Er war vermutlich ein Sohn des John Tench, Gutsherr von Nantwich in Cheshire und ein Bruder John Tench, der von 1695 bis 1703 Abgeordneter für Newcastle im Unterhaus des irischen Parlaments war. Thomas hatte ab 1673 am Brasenose College der Universität Oxford studiert. Im Jahr 1684 kam er als freier Bürger in das Anne Arundel County in Maryland. Er war zumindest anfangs als Händler in der Vermittlung und dem Transport von Hausdienern tätig. Dabei hat er mindestens 81 Personen aus England in die Province of Maryland gebracht. Darüber hinaus war er auch als regulärer Händler und als Pflanzer tätig. Im Jahr 1694 wurde eines seiner Schiffe vorübergehend wegen eines Verstoßes gegen die Navigations-Akte beschlagnahmt. Zum Zeitpunkt seines Todes besaß er unter anderem 1,400 acres Land im Anne Arundel County, 3600 Pfund Tabak und sechs Sklaven. Kirchlich gehörte er der Church of England an. Von 1685 bis 1692 war er zudem Richter im Anne Arundel County.
Politisch trat Thomas Tench erst nach der Revolution in Maryland von 1688/89 in Erscheinung. Damals wurde als Folge der Glorious Revolution in England in Maryland die katholische Vorherrschaft von den Protestanten gebrochen und die katholische Familie Calvert (Barons Baltimore), die vormaligen Eigentümer (Lords Proprietor) der Kolonie, entmachtet. Tenchs Anteil an diesem Umsturz ist unklar. Sicher aber sind seine Sympathien für diese Revolution. In der Folge arbeitete er eng mit Gouverneur Lionel Copley zusammen. Er bekleidete verschiedene lokale politische, kirchliche und juristische Ämter und wurde Mitglied im Oberhaus des kolonialen Parlaments. Seit 1691 gehörte er dem Regierungsrat (Council) an. In den Jahren 1702 bis 1704 übte er nach dem Amtsverzicht von Nathaniel Blakiston als ranghöchster Politiker kommissarisch das Amt des Kolonialgouverneurs bis zur Ankunft von John Seymour aus. Danach setzte er seine früheren Tätigkeiten fort. Am 29. März 1708 verfasste er sein Testament und am 7. April wurde er beigesetzt. Daraus kann man schließen, dass er wahrscheinlich Anfang April 1708 verstarb.
Er war in erster Ehe mit ab März 1685 mit Margaret Burrage († 1694), Witwe des Nathan Smith († 1684), verheiratet, die der Religion der Quaker angehörte. In zweiter Ehe heiratete sie um 1704 erneut eine Frau namens Margaret. Aus erster Ehe hatte er einen Stiefsohn und eine Stieftochter.